# Meoneura flavifrons
Meoneura flavifrons is een vliegensoort uit de familie van de Carnidae. De wetenschappelijke naam van de soort is voor het eerst geldig gepubliceerd in 1981 door Papp.